# NGC 840
NGC 840 este o galaxie spirală situată în constelația Balena. A fost descoperită în 2 septembrie 1864 de către Albert Marth. Se află la o distanță de 92,9 de megaparseci de Pământ.